# Martín Sastre
Martín Sastre (Montevideo, 13 de febrer de 1976) és un director de cinema i guionista uruguaià.

## Biografia
Sastre va néixer a l'Hospital Britànic de Montevideo i té ascendència romanesa, basca, francesa i russa. Va començar a estudiar cinema quan tenia 8 anys.
El 2002 es va traslladar a Madrid, amb una beca de la Fundació Carolina d'Espanya. Un dels seus treballs més coneguts és la Trilogía Iberoamericana, composta per Videoarte: La Leyenda Iberoamericana, Montevideo: El lado oscuro del Pop i Bolivia 3: la siguiente confederación.
El 2005 va estrenar el seu curtmetratge Diana: The Rose Conspiracy al Biennial de Viena, on l'artista diu haver trobat la princesa Diana de Gal·les vivint a Montevideo.
El 2010 treballa amb les actrius Natalia Oreiro i Rossy de Palma a la pel·lícula Miss Tacuarembó.

## Filmografia
- Miss Tacuarembó (2010)